# Ivan Paunić
Ivan Paunić (Beograd, 27. siječnja 1987.), srbijanski košarkaš koji igra na poziciji beka, trenutno član ruskog kluba Nižnji Novgorod i srbijanske reprezentacije s kojom je osvojio srebro na EP 2009. Osvojio je i srebro na Univerzijadi 2007. i zlato na istom natjecanju 2009. 